# Ingolf S. Olsen
Ingolf Sólheim Olsen (ur. 8 czerwca 1963 roku) – farerski dziennikarz, związkowiec, rybak i polityk. Poseł na Løgting.

## Życie prywatne
Syn Marny i Svenninga Olsenów. Jego żoną jest Elsa Margith Davidsen, ma także dwie córki: Silję Sólheim Nordback oraz Andreę Sólheim Nordback. Zamieszkuje w Sørvágur. Ukończył dziennikarstwo w Danmarks Journalisthøjskole w 1994 roku, a następnie pracował w Herning Folkeblad i w JydskeVestkysten. Następnie powrócił na Wyspy Owcze i przez dwa lata pracował w redakcji gazety Dimmalætting. W latach 2004–2010 prowadził wiadomości telewizyjne i nadawał audycje dla Kringvarp Føroya. Od 2010 roku jest dziennikarzem niezależnym, zajmuje się także rybołówstwem oraz fotografią. Olsen jest też wiceprezesem farerskiej organizacji dziennikarskiej Føroysk Miðlafólk.

## Kariera polityczna
Olsen rozpoczął swoją karierę polityczną podczas wyborów parlamentarnych w roku 2015. Zdobył 154 głosy (jedenasty wynik w partii), co początkowo nie dało mu miejsca w Løgting. Ostatecznie wszedł do parlamentu 21 września 2015, zastępując Magniego Arge, który pomimo dobrego wyniku w lokalnych wyborach zdecydował się pozostać członkiem Folketingu.